# جورج بي. هاربر
جورج بي. هاربر هو سياسي أمريكي، ولد في 5 ديسمبر 1918 في هاكينساك في الولايات المتحدة، وتوفي في 1 مارس 1988 في Layton, New Jersey ‏ في الولايات المتحدة. نشط حزبياً في الحزب الجمهوري. وقد انتخب عضو مجلس ولاية نيوجيرسي ‏.